# 新闻联播天气预报
《天气预报》是中国气象局及中央气象台制作、中国中央电视台首播的一档天气服务节目，由于首播时间在央视《新闻联播》之后，故又被称为“新闻联播天气预报”或“联播天气预报”。1980年7月7日开播，当时作为《新闻联播》的一个环节，之后分离出来称为独立节目。

## 历史
1980年7月7日，《天气预报》在央视一套播出，当时安排在《新闻联播》的国内新闻和国际新闻之间播出，时间只有两分钟，由当天的新闻主播播报。最初的《天气预报》使用的是手绘地图，后于1983年使用城市灯光显示图板，图版被安装在新闻演播室，主持人念到哪个城市，哪个城市就会亮起灯，由工作人员在幕后操作，以便于观众迅速找到正在播报的城市。开播初期，曾有观众反映《天气预报》占用了时间，使得新闻时间被压缩；为此，央视和气象部门进行了民意调查，最后《天气预报》以80%的支持率得以保留。
1984年，《天气预报》实现制播分离，开始由气象部门独立制作；同年开始使用浦琪璋根据同名民乐曲改编演奏的《渔舟唱晚》的电子琴版本作为背景音乐，沿用至今（全国哀悼日除外，此时无背景音乐，且不会提前告知观众）。1991年至1992年期间，《天气预报》曾經使用其它背景音乐，终因恶评如潮而换回《渔舟唱晚》。同样在1984年，央视开始使用“微机图形动态显示系统”和“数字/模拟信号转换编码器”，《天气预报》开始出现电脑图像。1985年，摄像机翻拍的黑白动画卫星云图取代了手绘的预报图，同年还增加了中国责任海区天气预报（此环节后改在《午间新闻》及之后的《新闻30分》中播出，现在在央视新闻频道13点档《新闻直播间》之后播出）。1986年10月1日，彩色卫星云图启用，同时开始使用卡通化天气符号。
1989年，《天气预报》从《新闻联播》中分离出来，每晚在《新闻联播》结束后播出。1993年3月1日，宋英杰作为第一位气象主持人，从幕后走到了台前。主持人出镜后的半年左右的时间里，并不显示主持人姓名；直到半年后才在节目中打出“主持人　中央气象台　XXX（人名）”字样，现已简化为只打出人名。
1993年全国天气趋势时效由24小时延长到48小时，2003年3月3日预报时效再次拉长到72小时，之后又根据实际情况增加了区域性天气预报以及地质灾害、高温警报等环节。而在2000年之后，因应环保的趋势，《天气预报》使用的中国地图底色由黄色改为绿色。
2009年9月28日起，随着《新闻联播》启用高清演播室，《天气预报》同步启用全新包装。
2014年11月18日，央视在2015年黄金资源广告招标大会上宣布，在《天气预报》开辟二维码广告位。目前《天气预报》仍在屏幕上设有二维码，观众用手机扫描二维码后，可进入《中国天气网》查看所在城市的最新天气预报。
2020年7月18日起，《天气预报》与《新闻联播》一起在央视实现了高清化播出。改版后《天气预报》引入增强现实技术，通过3D特效图表，配合主持人的全身姿态演示，实现更具动感、更加直观的信息呈现效果。

## 片头变迁
1980年《天气预报》开播时，片头画面为中央气象台大楼。1988年，《天气预报》片头换为气象卫星的画面。后分别在1993年3月1日、1994年1月1日、1995年7月1日、1999年7月5日更换片头。2001年11月5日，《天气预报》更换为根据季节变换的片头。2009年9月28日，因CCTV-1高清版开播，《天气预报》片头更换为目前使用的片头，仍为根据季节变换。
2018年10月起，《天气预报》将片头后的广告位增至两个，从而片头被压缩，完整版片头不再播出。

## 节目概况

### 播出时间
首播
- 中国中央电视台综合频道 (内地版)、新闻频道：19:32
- 中国中央电视台综合频道 (港澳版)：19:35（无广告、无二维码版本，各城市预报所插广告以当地风光图替代）

重播
- 中国天气频道：20:35（和港澳版综合频道播出版本一致）

节目为录播，开始时间视乎当天《新闻联播》时长，通常在《新闻联播》结束后一分钟播出，如遇《新闻联播》超时较严重的情况，中国气象频道版本仍会按照原定时间播出。极少数情况下，由于节目调动等原因，《联播天气预报》不会在央视播出。例如2015年9月3日，因央视综合频道及新闻频道播出纪念反法西斯战争胜利70周年晚会，加上晚上《新闻联播》延时20分钟，故当天的《联播天气预报》停播一天，中国气象频道（后更名为中国天气频道）、CRI环球购物频道（自中央广播电视总台成立后该频道更名为聚鲨精选频道）当天则正常播出。
地方台方面，不少县级电视台都会在转播《新闻联播》结束后继续转播《联播天气预报》，有少数县级电视台则会继续转播后续播出的《焦点访谈》，直至20:00才结束转播播出自办的新闻节目。而部分地级电视台（如石家庄、亳州、厦门、商丘等）也会转播《联播天气预报》，前述的地级电视台会中插几分钟自己的广告。武汉电视台及上星初期的东南卫视、贵州卫视、江西卫视也曾转播该节目，现已不再转播。而在每逢大年三十晚上，一些已计划转播春晚的电视频道和广播频率当中，除夕当天直接从19:00《新闻联播》开始转播央视综合频道内容连《联播天气预报》及广告时段带着一起转播，直至春晚结束。
中国国际广播电台聚鲨精选频道（原环球购物频道）曾在每天21:05和23:50重播《联播天气预报》，2018年起不再播出。
此外，学习强国客户端每日推送的《每日天气预报》文章中亦会插入《联播天气预报》视频，版本与港澳版综合频道播出版本一致。

### 主持人
- 现任主持：宋英杰、杨丹、王蓝一、冯殊、张泰源、夏雯、霍佳。
- 曾任主持：杨丽、赵红艳、裴新华、吴瑞艳。

### 环节设置
首先播报全国天气趋势，同时会根据需要播报灾害预警、特定地区天气趋势等；之后播报省会城市、自治区首府、直辖市及特别行政区天气，并由主持人旁述；之后为部分沿海开放城市、革命老区及部分海岛天气，以滚动字幕的形式播报，无配音（全国哀悼日除外）；最后再次播报北京天气。
早期《联播天气预报》城市预报的广告位所插入的广告以当地知名企业相关建筑物（如总部）外景图为主，风光图较少。目前《联播天气预报》城市预报的广告位所插入的商业广告比例出现下降，更多的是城市风光图，或者所在省级行政区其它城市的风光图及该城市天气。而港澳版综合频道、中国天气频道、学习强国客户端播出的版本的城市预报的广告位则均为当地风光图（部分风光图与内地版不同）。于全国哀悼日期间，《联播天气预报》城市预报广告位全部暂时取消，且不播出背景音乐《渔舟唱晚》（且不会提前告知观众）。

#### 播报城市顺序
目前的播报顺序如下：
省会城市、自治区首府、直辖市及特别行政区
- 华北部分地区及东北地区：北京、哈尔滨、长春、沈阳、天津、呼和浩特；
- 西北地区：乌鲁木齐、银川、西宁、兰州、西安；
- 西南地区：拉萨、成都、重庆（1997年前，重庆仍为四川省辖市，故在其他城市天气预报中播出，排序在宁波与青岛之间）、贵阳、昆明；
- 华北部分地区、中原、华中及华东地区：太原、石家庄、济南、郑州、合肥、南京、上海、武汉、长沙、南昌、杭州、福州、台北[註 1]；
- 华南地区：南宁、海口、广州、香港、澳门。

2003年时省会城市、自治区首府、直辖市及特别行政区的播报顺序曾一度改变为以下顺序，但仅使用了大约一年后便因不受好评而重新恢复上面原本的顺序：
- 华北部分地区、东北地区及华东部分地区：北京、哈尔滨、长春、沈阳、天津、石家庄、呼和浩特、济南；
- 西北部分地区及西南部分地区：乌鲁木齐、拉萨、兰州、银川、西宁、成都；
- 西北部分地区、华北部分地区、中原及华中部分地区：西安、太原、郑州、武汉；
- 西南部分地区及华南部分地区：重庆、贵阳、昆明、南宁；
- 华东部分地区：上海、南京、杭州、合肥；
- 华中部分地区及华东部分地区：长沙、南昌、福州、台北[註 1]；
- 华南部分地区：海口、广州、香港、澳门。

其他主要城市天气预报
- 深圳、厦门、宁波、青岛、大连、桂林、汕头、连云港、秦皇岛、延安、赣州、三亚、雄安（2020年7月25日起）、高雄[註 1]（2000年起）、钓鱼岛（2012年9月11日起[7][註 1]）、三沙·西沙、三沙·中沙、三沙·南沙（2013年前仅有西沙与南沙，2013年起因应三沙市的成立再加上中沙，并且三地前面均冠以三沙二字）。

节目结尾
- 再次播报北京天气。

## 失误
1999年12月12日，《天气预报》预报华北地区13日会有4到5级的北风，不过很难出现降雪。然而13日华北地区出现了降雪。为此，主持人宋英杰在13日的《天气预报》为前一日的误报道歉，引发舆论强烈反响。

### 引用
1. ↑  新闻联播天气预报官方微博. . 澎湃新闻. 2018-03-09  [2018-06-04]. （原始内容存档于2018-03-14）.
2. ↑  合肥在线. . 凤凰资讯. 2015-10-20  [2018-06-04]. （原始内容存档于2018-06-07）.
3. 1 2  . 网易. 内蒙古日报. 2014-12-22  [2018-05-01]. （原始内容存档于2018-05-01）.
4. ↑  . 德州新闻网. 2015-07-15  [2016-01-26]. （原始内容存档于2016-02-01）.
5. ↑  . 网易财经. 2014-11-18  [2014-11-18]. （原始内容存档于2015-02-20）.
6. ↑  . 央视网. 中国中央电视台. 2020-07-18  [2020-07-19]. （原始内容存档于2020-07-19）.
7. ↑  . 中国新闻网. 2012年9月11日  [2012年9月11日]. （原始内容存档于2016年3月19日）.
8. ↑  . 中国天气网. 2009-09-10  [2016-01-26]. （原始内容存档于2016-02-03）.